# Hôtel Viot
L'hôtel Viot est un hôtel particulier situé à Tours dans le Vieux-Tours. Le monument fait l’objet d’une inscription au titre des monuments historiques depuis le 8 juillet 1946.

## Historique
L'hôtel, situé au 8 rue Littré, a été construit ou remanié par Antoine Roze, maître ouvrier en soie, juge garde en la monnaie, procureur du roi à l'hôtel de ville (1722-1724), et à son épouse  Charlotte Lambron.
L'hôtel passe en héritage à leur fille Marie Anne Roze (1715-1797) qui épouse Nicolas Viot-Roze (1709-1783), négociant et grand juge-consul (la famille Viot, fabricants de soieries à Tours et descendant des Viotti venus d'Italie à la demande de Louis XI), et mère de Hyacinthe Viot-Olivier. 
La porte cochère en plein cintre, sur la façade principale, est accostée de pilastres et d'une imposte en fer forgé timbrée du monogramme des Viot.
Les bâtiments accueillent aujourd'hui la maison des Compagnons du Devoir de Tours.

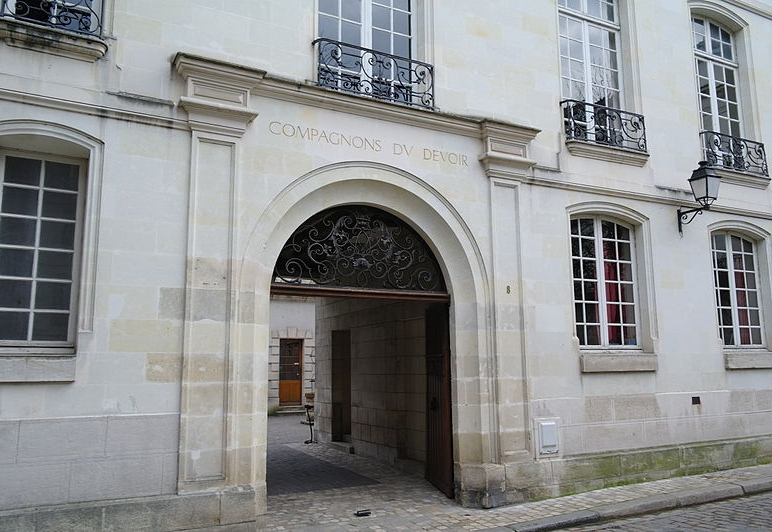
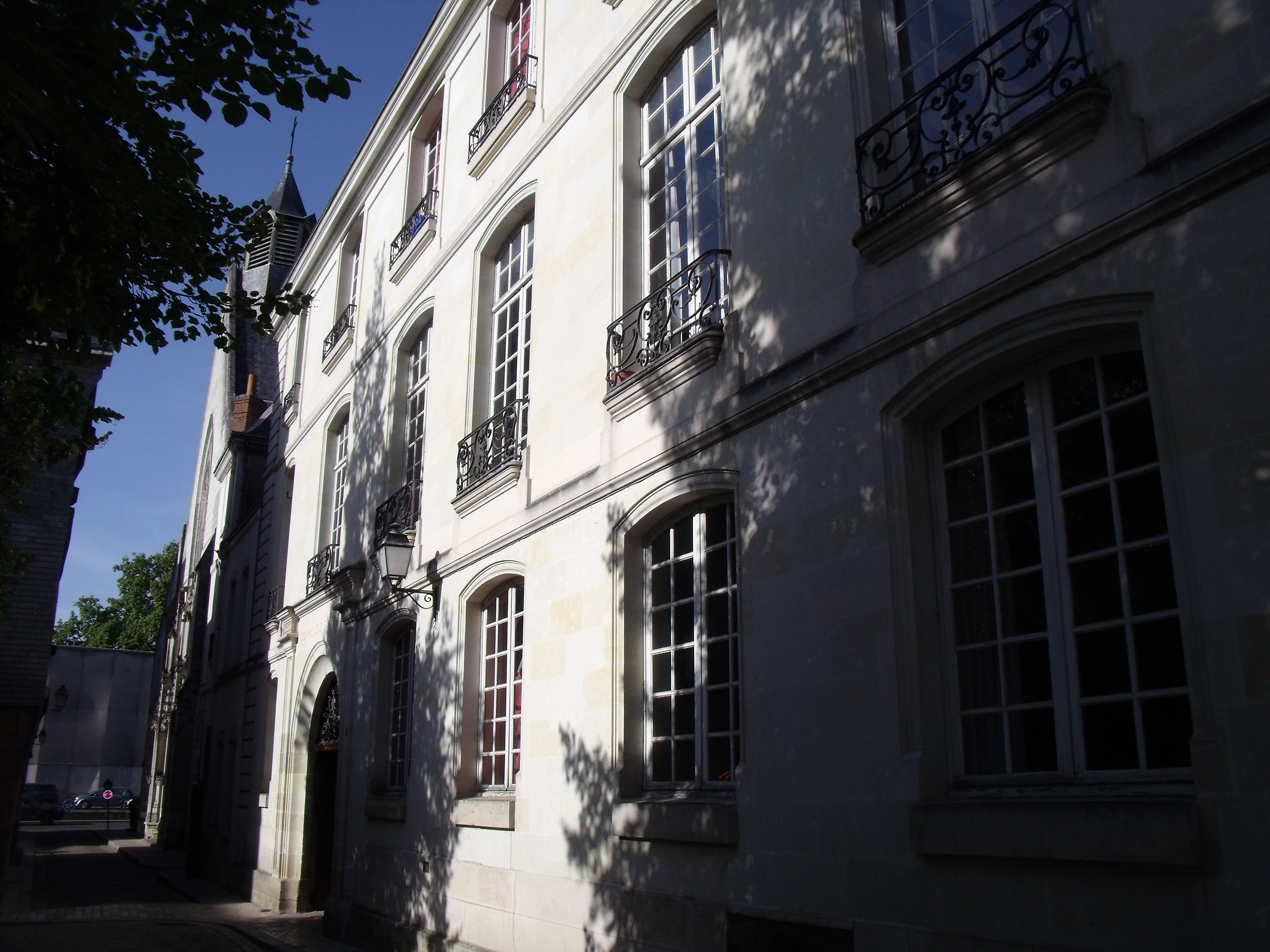